# Sanctes Pagnino

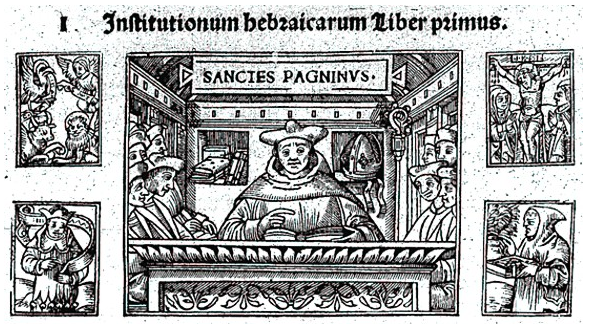
Ilustración de Sanctes Pagnino de 1526.

Sanctes Pagnino o Pagnini (Lucca, 18 de octubre de 1470 - Lyon, 24 de agosto de 1536) fue un filólogo, escriturista y hebraísta de Italia, y la segunda persona en traducir la Biblia al latín de las lenguas originales.

## Biografía
Un judío converso y consagrado a las tareas agrícolas, en 1487 ingresó en la orden dominica en el monasterio de Florencia. Tomó el hábito religioso en Fiesole, donde fue discípulo de Savonarola y otros eminentes profesores.
En 1516 se entrevistó en Roma con el papa León X, de quien recibió aliento para traducir la Biblia al latín. Además lo nombró profesor en el Colegio de lenguas orientales, donde laboró hasta 1521. En Roma editó dos obras, una de filología semítica y otra de griega. Después pasó tres años en Aviñón y los últimos siete años de su vida en Lyon, donde además de continuar su trabajo erudito, jugó un papel decisivo en el establecimiento de un hospital para víctimas de la peste.
Empleó 25 años en su traducción de la Biblia, Veteris et Novi Testamenti nova translatio, publicada en 1527, la primera en dividir el texto en versículos numerados.  Se imprimió en Lyon. Era la primera que se hacía al latín desde la Vulgata de San Jerónimo. Era una versión muy literal que constituyó un punto de referencia entre los humanistas de la época y que fue reimpresa varias veces. Esta traducción fue revisada y anotada por el español Miguel Servet, en 1542.
Casiodoro de Reina tendrá la traducción de Pagnino en alta estima, tal como afirma en la Amonestación al lector que preludia su traducción de la Biblia del Oso (1569): 
"...Ansi que pretendiendo dar la pura palabra de Dios en quanto se puede hazer, menester fue que esta no fuesse nuestra comun regla, (aunque la consultamos como a qualquiera de los otros exemplares que tuvimos) antes, que conforme al prescripto de los antiguos concilios y doctores santos de la Iglesia, nos acercassemos de la fuente del Texto Hebreo quanto nos fuesse posible (pues que sin controversia ninguna de el es la primera autoridad) loqual hezimos siguiendo comunmente la translación de Santes Pagnino, que al voto de todos los doctos en la lengua Hebreica es tenida por la mas pura que hasta aora ay."
También elaboró un léxico hebreo, Thesaurus linguæ sanctæ (1529), reimpreso muchas veces tanto por católicos como por protestantes y útil para los hebraístas de su tiempo. Entre otras obras suyas, que tratan de la Sagrada Escritura, griego o hebreo, están Isagoges seu introductionis anuncio sacras liber unus literas y Catena argentea en Pentateuchum en seis volúmenes (Lyon, 1536).

## Obras
Sus otras obras están relacionadas con las escrituras, el griego o el hebreo. Entre ellos se encontraban:
- Veteris et Novi Testamenti nova translatio, nueva traducción de la biblia al idioma latín (Lyon, 1528).

- Isagoges seu introductiones ad sacras literas liber unus (Lyon, 1528, etc.)

- אוֹצַר לְשׁוֹן הַקֹּדֶשׁ, Thesaurus Linguae Sanctae sive Lexicon Hebraicum ("Tesoro de la lengua sagrada o léxico hebreo") (1529)

- Catena argentea en Pentateuchum en seis volúmenes (Lyon, 1536)